# Polynemidae
Pour les articles homonymes, voir Alectis.
Alectis
Famille
Les Polynemidae, aussi appelés en français Alectis, forment une famille de poissons marins de l'ordre des Perciformes.
Il ne faut pas confondre le nom vernaculaire Alectis avec le nom scientifique Alectis, qui désigne un genre de poisson sans rapport direct avec cette famille.

## Liste des genres
- genre Eleutheronema Bleeker, 1862
- genre Filimanus Myers, 1936
- genre Galeoides Günther, 1860
- genre Leptomelanosoma Motomura et Iwatsuki, 2001
- genre Parapolynemus Feltes, 1993
- genre Pentanemus Günther, 1860
- genre Polydactylus Lacepède, 1803
- genre Polynemus Linnaeus, 1758